# Madeline Groves

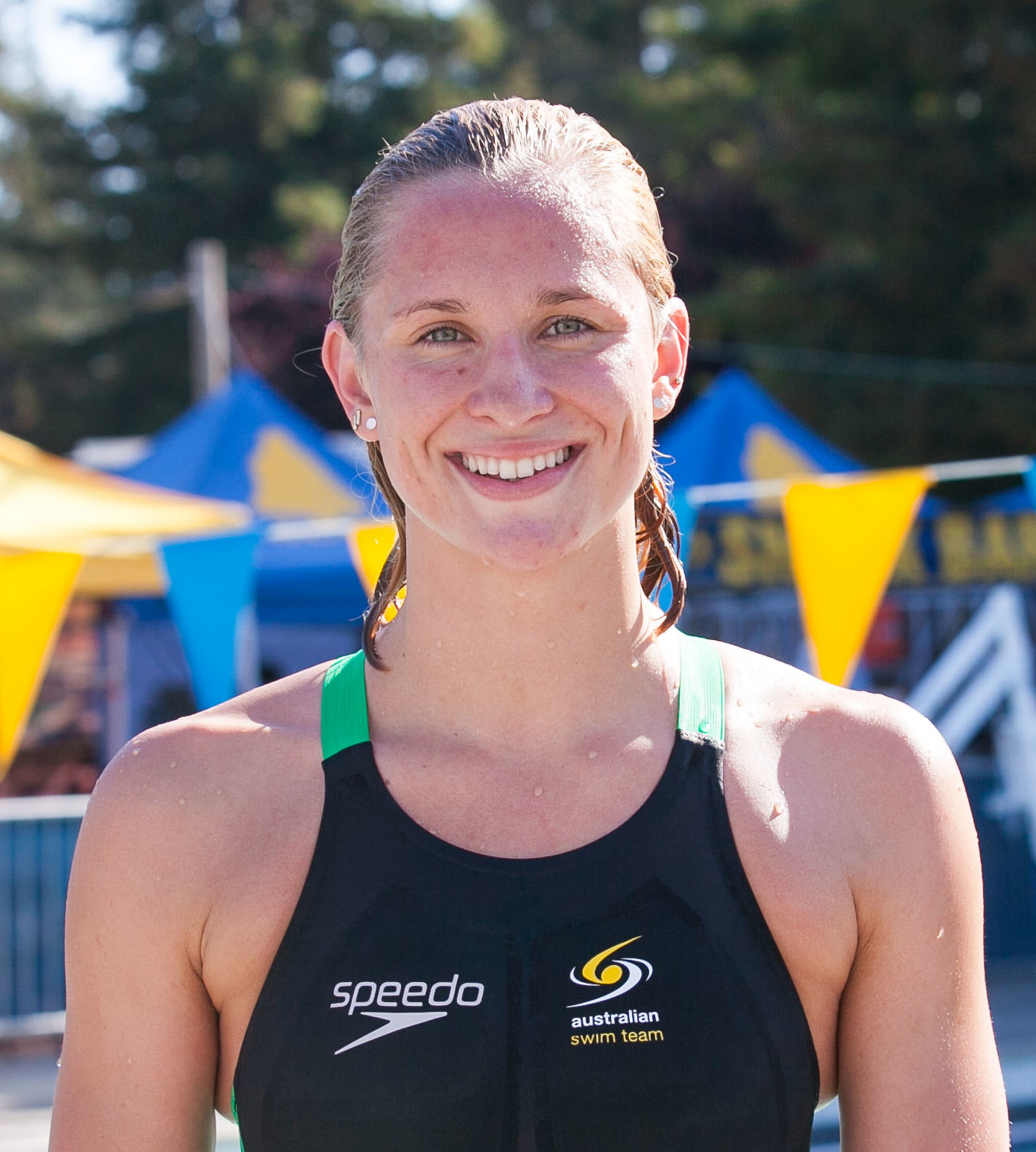
Madeline Groves (2016)

Madeline „Maddie“ Groves (* 25. Mai 1995 in Brisbane) ist eine ehemalige australische Schwimmerin. Sie gewann zwei olympische Silbermedaillen. Bei Weltmeisterschaften erschwamm sie  eine Bronzemedaille und bei Commonwealth Games erhielt sie zweimal Gold, einmal Silber und zweimal Bronze.

## Sportliche Karriere
Madeline Groves war im Juniorenbereich bereits 2010 international aktiv.
Ihr erster international bedeutender Wettkampf im Erwachsenenbereich waren die Commonwealth Games 2014 in Glasgow. Sie gewann die Goldmedaille in der 4-mal-100-Meter-Freistilstaffel und in der 4-mal-200-Meter-Freistilstaffel, wobei sie jeweils nur im Vorlauf eingesetzt wurde. Über 200 Meter Schmetterling wurde sie Dritte hinter der Kanadierin Audrey Lacroix und der Engländerin Aimee Willmott. Einen Monat später fanden die Pan Pacific Swimming Championships in Gold Coast statt. Groves wurde Siebte über 200 Meter Schmetterling. 2015 bei den Weltmeisterschaften in Kasan schied Groves sowohl über 100 Meter Schmetterling als auch über 200 Meter Schmetterling im Halbfinale aus. In der 4-mal-100-Meter-Lagenstaffel erreichten Madison Wilson, Lorna Tonks, Madeline Groves und Melanie Schlanger die viertschnellste Vorlaufzeit. Im Endlauf waren Emily Seebohm, Taylor McKeown, Emma McKeon und Bronte Campbell zwei Sekunden schneller und schlugen als Dritte an. Alle acht beteiligten Schwimmerinnen erhielten eine Bronzemedaille.
Bei den Olympischen Spielen 2016 in Rio de Janeiro wurde zunächst der Wettbewerb über 100 Meter Schmetterling ausgetragen. Groves schwamm die 17. Vorlaufzeit, ihr fehlten drei Hundertstelsekunden zum Weiterkommen. Da die Chinesin Chen Xinyi einige Tage später wegen Doping disqualifiziert wurde, wird Groves in der Ergebnisliste als 16. geführt. Über 200 Meter Schmetterling war Groves im Halbfinale die Schnellste. Im Endlauf siegte die Spanierin Mireia Belmonte mit 0,03 Sekunden Vorsprung vor Groves, Bronze ging an die Japanerin Natsumi Hoshi. Die australische 4-mal-100-Meter-Lagenstaffel mit Madison Wilson, Taylor McKeown, Madeline Groves und Brittany Elmslie erreichte das Finale mit der fünftschnellsten Vorlaufzeit. Im Endlauf schwammen Emily Seebohm, Taylor McKeown, Emma McKeon und Cate Campbell 2,80 Sekunden schneller als die Vorlaufstaffel und wurden Zweite hinter dem Quartett aus den Vereinigten Staaten. Eine Hundertstelsekunde hinter den Australierinnen schlugen die Däninnen an und erhielten die Bronzemedaille.
Nach einem schwächeren Jahr 2017 war Groves bei den Commonwealth Games 2018 in Gold Coast wieder dabei. Über 100 Meter Schmetterling gab es einen Dreifachsieg der Australierinnen mit Emma McKeon vor Madeline Groves und Brianna Throssell. Der Dreifachsieg wiederholte sich über 50 Meter Schmetterling mit Cate Campbell vor Holly Barratt und Madeline Groves. Vier Monate später bei den Pan Pacific Swimming Championships 2018 in Tokio erreichte Groves kein Einzelfinale. Die 4-mal-200-Meter-Freistilstaffel mit Ariarne Titmus, Emma McKeon, Mikkayla Sheridan und Madeline Groves siegte vor dem Quartett aus den Vereinigten Staaten.
Madeline Groves schwamm für St. Peter’s Western in Brisbane. 2013, 2014 und 2015 war sie australische Meisterin über 200 Meter Schmetterling.